# Topografie Europa
Topografie Europa is een educatief computerspel dat werd ontwikkeld door de Nederlander Cees Kramer van Radarsoft. Het spel kwam in 1984 uit voor de Commodore 64. Twee jaar later ontwikkelde Cees Kramer samen met Rene Bultink het spel voor de MSX-computer en samen met Kees Beekhuis voor de Atari 8 bit-familie computers. Naast Nederland werd het spel ook in Finland op de markt gebracht onder de naam Euroopan Kartta en in Duitsland onder de naam Topographie Europa.
De speler bestuurt een helikopter en moet binnen een bepaalde tijdslimiet vliegen naar de door de computer aangegeven Europese plaatsen. Voor elke plaats die men binnen de tijd bezoekt krijgt men punten. Bij voldoende punten kan de speler zijn naam invullen in het highscoreboard.